# Bufotenina
La bufotenina (5-idrossi-N,N-dimetil-triptammina o più semplicemente 5-HO-DMT) è una triptamina dagli effetti psichedelici.
La bufotenina è stata isolata dalle seguenti specie animali e vegetali:
- dalla pelle di alcuni rospi del genere Bufo;
- da alcune piante del genere Anadenanthera;
- dalle specie Amanita porphyria, Amanita tomentella ed Amanita citrina.

Il nome (che gli fu dato dal chimico austriaco Handovsky) deriva proprio da un genere di un rospo, il Bufo della famiglia dei bufonidae.
Può essere prodotta sinteticamente dalla serotonina, attraverso una reazione di dimetilazione (infatti la formula di struttura della bufotenina differisce da quella della serotonina per la presenza di due gruppi metilici, legati ad un atomo di azoto). Toshio Hoshino fu il primo a sintetizzare la bufotenina dalla serotonina, nel 1936.
Nella cultura popolare si è diffusa la leggenda metropolitana secondo cui in California sarebbe diffusa la moda di leccare i rospi del genere bufo, in modo da assumere la sostanza e l'altro alcaloide presente, il 5-MEO-DMT; in realtà l'estrazione è un procedimento complesso, che se effettuato in modo incauto può anche uccidere l'animale, tant'è che in alcune aree è messo a rischio da questa pratica, tanto più inutile dato che entrambe le sostanze sono ottenibili anche tramite sintesi.

## Storia
La bufotenina fu per la prima volta sintetizzata a partire dalla serotonina da Toshio Hoshino e Kenya Shimodaira, nel 1935.. Solo successivamente fu isolata (e denominata) dalla pelle del rospo, dal chimico austriaco Handovsky presso l'Università di Praga, mentre la struttura della bufotenina fu confermata dal laboratorio di Heinrich Wieland a Monaco.
Alla fine degli anni 2010, sull'onda della riscoperta in medicina degli psichedelici, anche la bufotenina è tornata all'attenzione degli occidentali come possibile cura per dipendenze e depressione ma gli studi sono ancora in una fase molto più embrionale rispetto a quelli su LSD e psilocibina.